# Porno sogni super bagnati
 Porno sogni super bagnati  è un film del 1981, diretto da Caroline Joyce (pseudonimo di Claude Pierson o secondo altri di Bruno Gaburro).
È un remake pornografico della commedia sexy di sette anni prima Peccati in famiglia di Bruno Gaburro. Il protagonista del film vive una realtà sessualmente appagante ma è afflitto dall'incubo di esserne escluso, rovesciando il consueto cliché del porno in cui sogni lussuriosi sono la rivalsa di una realtà di frustrazione sessuale.

## Produzione e distribuzione
Il film è stato girato ed ambientato in Salento e in altre località della Puglia. Oltre agli attori pornografici, il cast vede la presenza del caratterista Enzo Garinei, l'unico non coinvolto in scene di sesso.
Oltre che in Italia è stato distribuito in Francia col titolo Rêves intimes e in Spagna col titolo Los sueños pornograficos de isidro.
Il film venne girato col titolo I sogni di Isidoro.